# حیات وحش سوریه

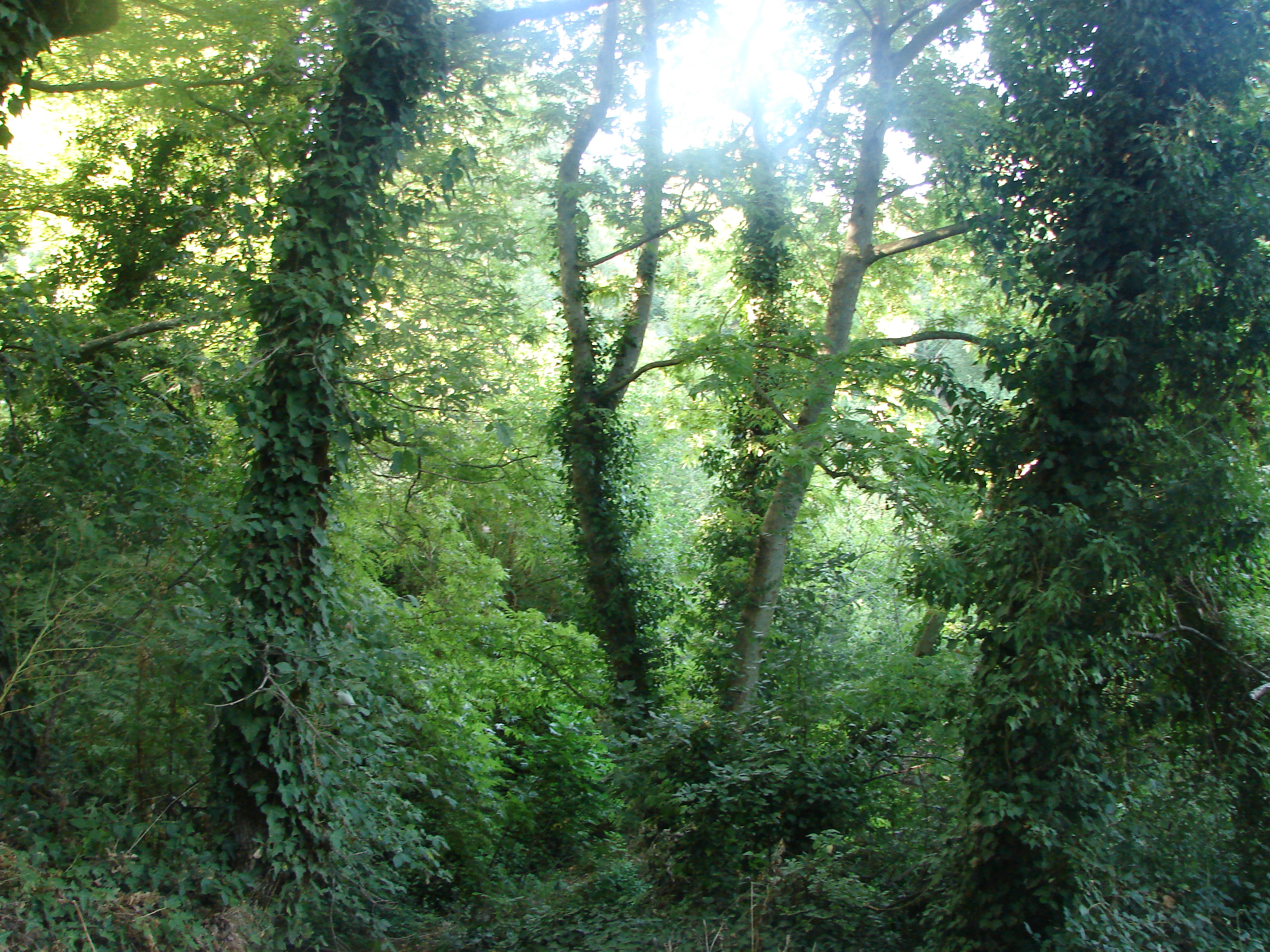
جنگل البطار در نزدیکی طرطوس

حیات وحش سوریه متشکل از گیاگان و زیاگان این کشور واقع در شرق دریای مدیترانه است.

## زیاگان
سوریه زیاگان متنوعی دارد و ۱۲۵ گونه پستاندار، ۳۹۴ گونه پرنده، ۱۲۷ گونه خزنده، ۱۶ گونه دوزیست و ۱۵۷ گونه ماهی آب شیرین در این کشور ثبت شده‌اند. فعایت‌های انسانی تنوع زیستی زیاگان را تحت تأثیر قرار داده‌اند. شیر آسیایی، یوزپلنگ آسیایی، ببر مازندران و پلنگ پیشتر در این کشور زندگی می‌کردند اما اکنون منقرض شده‌اند و نیز خرس قهوه‌ای و گرگ بزرگترین گوشتخواران باقی‌مانده هستند. همچنین روباه سرخ، کفتار راه‌راه، شغال طلایی، خدنگ مصری، راسوی کوچک، زرده‌بر گورکن عسل‌خوار، رودک قفقازی و شنگ اوراسیایی موجود هستند. خانواده گربه در این کشور شامل کاراکال، گربه جنگلی، گربه شنی و گربه وحشی هستند. آهوی کوهی، آهوی ایرانی، شوکا، کل و بز، بز کوهی نوبه‌ای و تیزشاخ عربی از جمله چرندگان این کشور هستند. جوندگان فراوان این کشور شامل موش، سنجاب، موش زمستان‌خواب، موش دوپا، جربیل، همستر، ول، خرموش و موش خاردار می‌باشند.